# Parafia św. Judy Tadeusza w Lubiczu
Parafia pw. św. Judy Tadeusza w Lubiczu – parafia rzymskokatolicka, należąca do dekanatu Banie, archidiecezji szczecińsko-kamieńskiej, metropolii szczecińsko-kamieńskiej. W parafii posługują księża archidiecezjalni. Według stanu na lipiec 2018 proboszczem parafii był ks. Robert Gołębiowski. 

## Miejsca święte

### Kościół parafialny
Kościół św. Judy Tadeusza w Lubiczu

### Kościoły filialne i kaplice
- Kościół św. Jana Chrzciciela w Pacholętach[1]
- Kościół św. Józefa w Czarnówku[1]
- Kościół św. Anny w Babinku[1]
- Kościół w Bolkowicach[1]